# آیاری اویاما
آیاری اویاما (به انگلیسی: Ayari Aoyama) (زادهٔ ۱۰ فوریهٔ ۱۹۸۲) شناگر اهل ژاپن است.